# Società svizzera di storia
La Società svizzera di storia (in francese: Société suisse d'histoire, SSH; in tedesco: Schweizerische Gesellschaft für Geschichte, SGG) è l'associazione degli storici svizzeri. Fu fondata nel 2001 sul modello della precedente Société générale suisse d'histoire ("Società generale svizzera di storia"), che era stata costituita il 25 settembre 1841 a Berna.
L'associazione ha l'obiettivo di promuovere l'educazione alla storia e alle scienze storiche in Svizzera, e di sostenere la divulgazione dei risultati della ricerca.

## Struttura
La società è amministrata da un comitato direttivo e da una segreteria operativa. L'organizzazione è suddivisa in quattro funzioni: politica scientifica e relazioni internazionali, eventi scientifici, ricerca di base e interessi della professione.
La SSH ammette l'affiliazione di associazioni storiche nazionali o di istituti di ricerca storici non universitari, nella forma di sezioni associative regolate da un contratto bilaterale, alle quali spetta un membro nel direttivo privo di diritto di voto. Le affiliazioni della Società svizzera di storia sono le seguenti:
- Associazione degli archivisti svizzeri (VSA-AAS)[2];
- Associazione storica e informatica[3];
- Associazione svizzera di storia ecclesiastica (AHES)[4];
- Associazione svizzera degli studenti di storia (ASEH);
- Associazione svizzera di storia e scienze militari (ASHSM);
- Società svizzera di studi genealogici (SSEG)[5];
- Società svizzera di storia economica e sociale (SSHES)[6];
- Società svizzera di insegnanti di storia (SSPH)[7]

In collaborazione con l'Accademia svizzera delle scienze umane e sociali, l'SSH ha creato il sito infoclio.ch, una piattaforma per la promozione, la conservazione e lo sviluppo continuo e coordinato di infrastrutture digitali al servizio delle scienze storiche in Svizzera.

## Pubblicazioni
La Società svizzera di storia cura la pubblicazione della rivista Revue suisse d'histoire (RSH), che è la continuazione dei periodici Indicateur de l'histoire suisse e Revue d'histoire suisse, rispettivamente pubblicati dal 1873 al 1920 e dal 1921 al 1951. L'RSH presenta articoli scientifici in tedesco, francese e italiano (con abstract in inglese) relativi alla storia della Svizzera e alla storia generale, oltre a dibattiti, atti di convegni e numeri speciali a partire dal 1995.
La rivista è diffusa sia in formato a stampa che online, dove tutti i numeri precedenti sono liberamente consultabili trascorsa la finestra editoriale di un anno.